# Russische ruimtevaart

Logo van de Russische ruimtevaartorganisatie Roskosmos

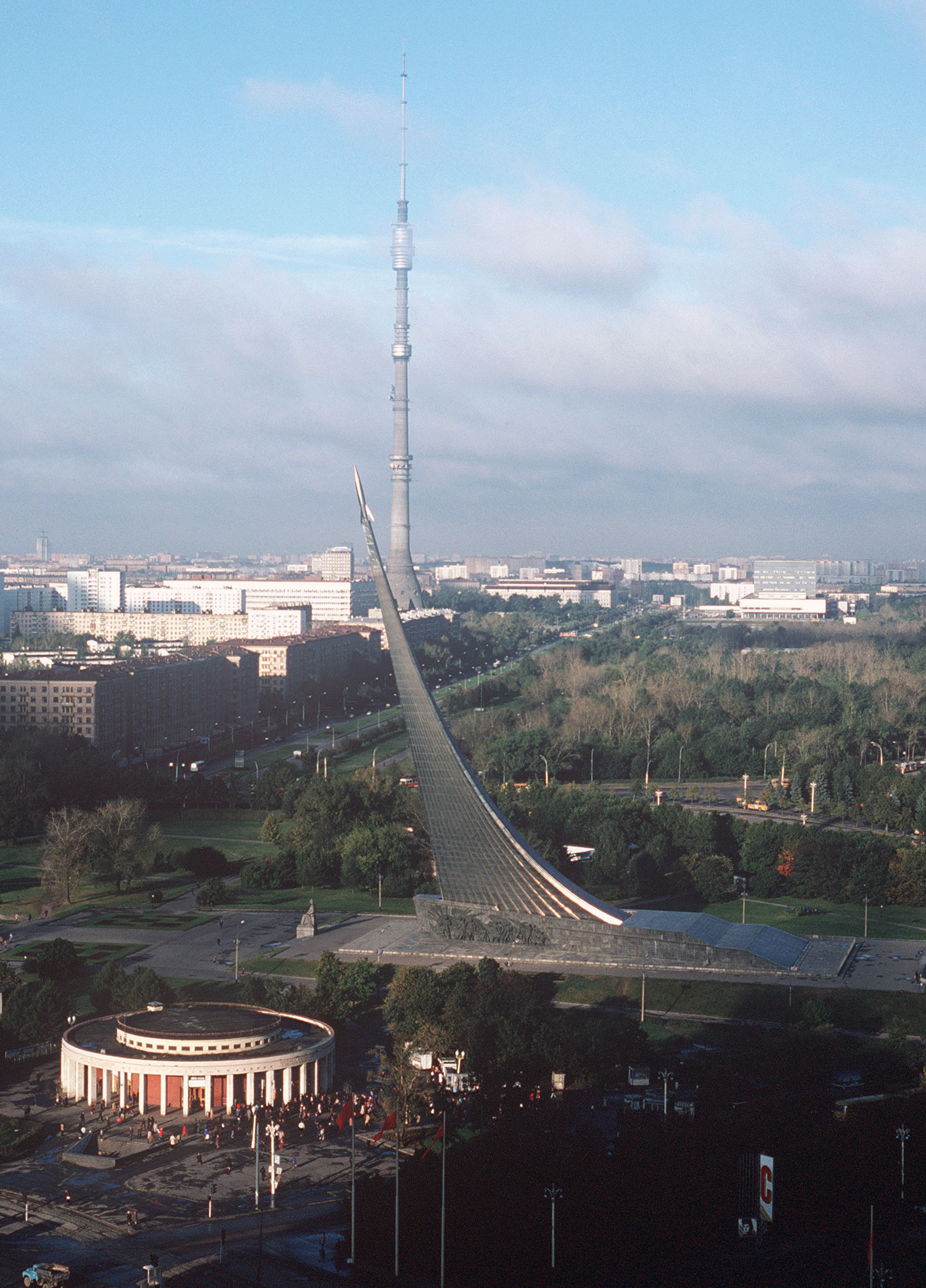
Monument voor de Veroveraars van de Ruimte, bij het metrostation VDNCh in Moskou (met op de achtergrond de Ostankino-toren)

Rusland en de voormalige Sovjet-Unie hebben een grote rol gespeeld in de geschiedenis van de ruimtevaart.
Naast aardsatellieten waren de speerpunten van de Russische ruimtevaart:
- de Maan, het Loenaprogramma (onbemand)
- de planeet Venus (onbemand)
- permanent bewoonde ruimtestations (Saljoet, Mir).

In de beginjaren van de ruimtevaart boekte de Sovjet-Unie allerlei successen (de eerste kunstmatige satelliet, de eerste mens in de ruimte, enzovoort), maar werd later voorbij gestreefd door de Verenigde Staten. Nadat de Sovjet-Unie uit elkaar gevallen was, dreigde Rusland als ruimtevaartnatie op de achtergrond te raken. Dankzij grote financiële bijdragen, met name vanuit de Verenigde Staten, en dankzij verwoede pogingen een plaats te veroveren in de commerciële ruimtevaart, slaagt de Russische ruimtevaart in het begin van de 21e eeuw er redelijk in om het hoofd boven water te houden. In juni 2006 werden nieuwe plannen bekendgemaakt om in 2012 een nieuwe onbemande maanmissie (Loena-Glob) te starten.

## Geschiedenis van de Russische ruimtevaart
- De Russische benaming voor een astronaut of ruimtevaarder is kosmonaut.
- Grondleggers van de Russische ruimtevaart
  - Sergej Koroljov
- Wedloop met de Verenigde Staten/NASA
  - Eerste kunstmatige satelliet: Spoetnik
  - Eerste levende wezen in de ruimte (afkomstig van de Aarde): het hondje Laika
  - Eerste mens in de ruimte: Joeri Gagarin
  - Eerste gezamenlijk vlucht van twee bemande ruimtevaartuigen: Vostok 3 en Vostok 4
  - Eerste vrouw in de ruimte: Valentina Teresjkova
  - Eerste bemanning van meer dan één persoon (Konstantin Feoktistov, Vladimir Komarov en Boris Jegorov aan boord van Voschod 1)
  - Eerste wandeling in de ruimte: Aleksej Leonov vanaf Voschod 2
  - Ongeluk met Sojoez 1
  - Onvoltooide Russische project voor bemande landing op de maan, de N1-raketten
  - Idem Zondprogramma
  - Verlegging prioriteit naar ruimtestations
  - Eerste ruimtestation: Saljoet 1
- Russische maanverkenningsprojecten
- Vostokprogramma
- Voschodprogramma
- Zondprogramma
- Sojoezproject
- De Saljoet-ruimtestations
- Het ruimtestation Mir
- De Russische spaceshuttle Boeran
- Internationale samenwerking
  - Intercosmos programma
  - Apollo-Sojoez-testproject
  - Shuttle–Mir programma
  - Internationaal ruimtestation ISS
- Zvjozdny gorodok, de 'Sterrenstad' bij Moskou
- Kliper